# Incroyables Comestibles
 (juin 2023).

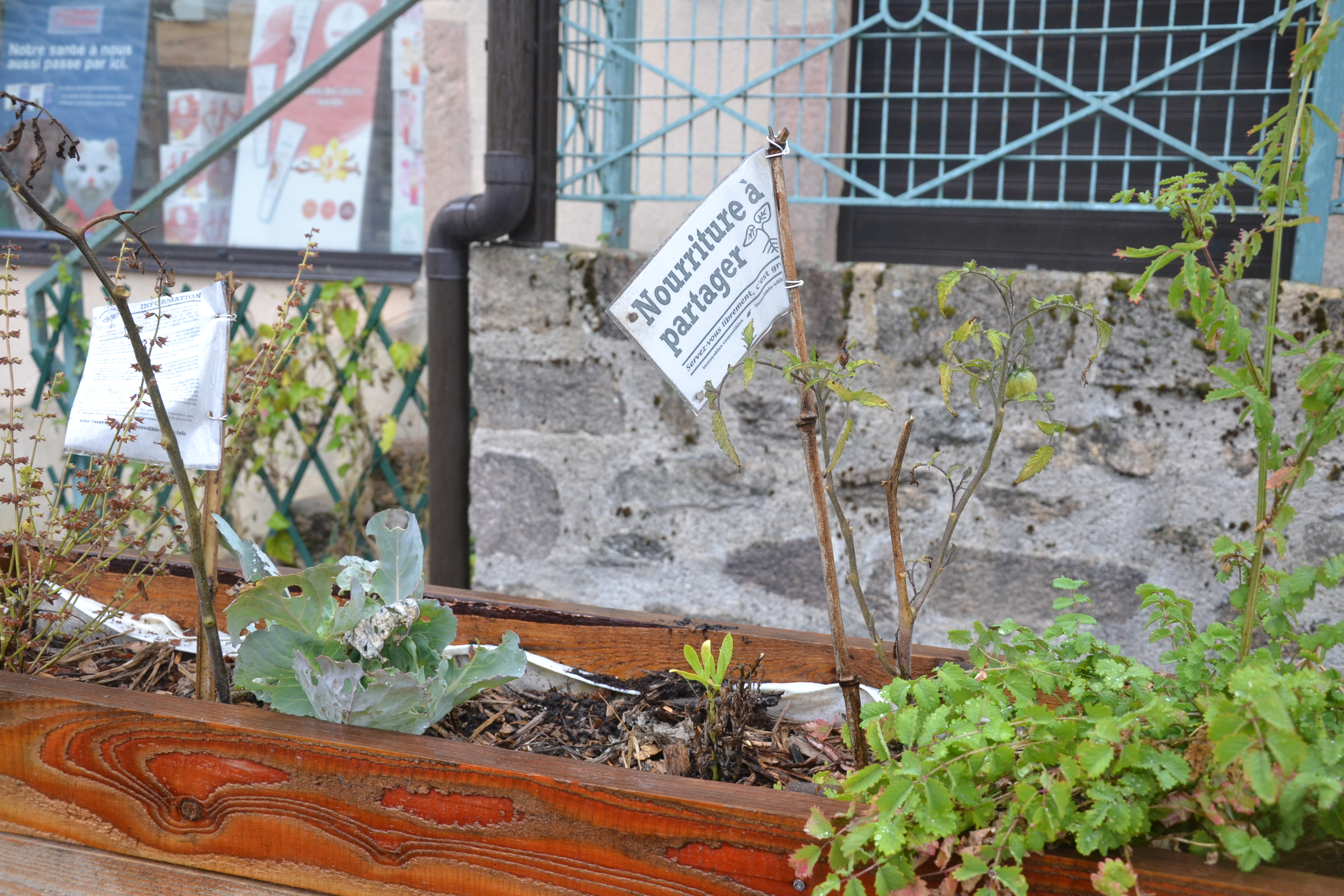

Les Incroyables Comestibles (en anglais Incredible Edible) est un mouvement mondial d’innovation sociale, lancé en 2008, par un groupe citoyen de Todmorden (ville de 15 000 habitants du nord-ouest de l'Angleterre). L’objectif est de créer une abondance gratuite de nourriture à partager pour tous, dans une démarche d’autonomie alimentaire locale, saine, durable, engagée et inclusive. Il a été imaginé par Pamela Warhurst et Mary Clear.

## Description
Citoyens, monde des affaires et municipalités s’unissent pour faire preuve d’intelligence collective. Les diverses initiatives et projets peuvent prendre des formes variées d'espaces comestibles, de potagers, de bacs de jardinage, de forêts nourricières, de terrasses de restaurants comestibles, et bien d'autres, cultivés généralement par des volontaires participant au mouvement. De cette expérience d'autosuffisance alimentaire à Todmorden en 2008 est donc né le mouvement qui prend de plus en plus d'ampleur internationale.
Après les citoyens anglais, c'était au tour des citoyens francophones d'accueillir ce nouveau concept avec enthousiasme en 2012. De nombreuses villes dans le monde ont recréé ce nouvel art de vivre au bénéfice du bonheur citoyen, le but étant ici de faire preuve d'autonomie face aux contraintes économiques et de valoriser les espaces cultivables inutilisés pour le bien commun.
L'autonomie alimentaire, dans un esprit fraternel et de coopération, est donc au cœur de la réflexion et de l'action des Incroyables Comestibles et le concept s'intègre parfaitement à celui de ville en transition auquel 475 villes du monde ont déjà adhéré.

## En France
Début 2016, il y avait plus de 80 villes en France où le mouvement s'est implanté. Le film documentaire Demain a participé à sa notoriété.
Par exemple à Albi, où la municipalité, en partenariat avec  Les Incroyables Comestibles albigeois, a engagé à partir de 2016 une démarche visant à l'autosuffisance alimentaire grâce à une agriculture urbaine, des cultures biologiques ou en permaculture.

## À Victoriaville (Québec, Canada)
Début 2014, Alexandre Guilmette, instigateur du mouvement surnommé IC Victo, puis fondateur et PDG de B Transition, faisait des démarches pour démarrer un modèle de référence innovateur à Victoriaville, visant à inciter d'autres villes à travers le monde à utiliser tout ce qui serait souhaité de leur modèle. Le 22 avril 2015, journée de la terre, une Incroyable équipe de coordination citoyenne lançait le mouvement devant la population et allait le faire progresser rapidement jusqu'à aujourd'hui. En fin de saison 2017, deux ans plus tard, on compte près de 100 espaces comestibles à partager cartographiés et plus de 70 partenaires en appui au mouvement, tout comme un fort appui de la ville, permettant de faire rayonner Victoriaville.
B Transition est allé aussi beaucoup plus loin en 2017, en innovant avec plusieurs concepts dont les Incroyables Bacs, les Incroyables Terrasses, les Incroyables Plates-bandes, les Incroyables Centres jardins, puis en fin de saison, l'aboutissement d'un projet de deux ans, les Incroyables Écozones, situé à l'écocentre de Gaudreau Environnement. Les Incroyables Écozones visent à être développés un peu partout dans la province de Québec.